# Tsukudani
Tsukudani (佃煮 (Điền chử)) là một món ăn bao gồm hải sản, thịt hoặc rong biển được ninh trong nước sốt đậu nành và rượu mirin. Là một món ăn kèm với cơm, tsukudani có vị không quá mặn, với các nguyên liệu chịu áp suất thẩm thấu cao giúp cho vi sinh vật có thể hoạt động trong điều kiện khí hậu ẩm của Nhật Bản. Tên món ăn bắt nguồn từ một hòn đảo tên là Tsukudajima (nay là Chūō, Tokyo), lần đầu được biết đến vào thời kỳ Edo. Hiện nay, có rất nhiều loại tsukudani được bán trên thị trường. Loại tsukudani nấu theo kiểu truyền thống vẫn được bảo tồn và được ưa chuộng như một món ăn có thể tích trữ được trong mọi căn bếp của Nhật Bản kể từ thời Edo đến nay.

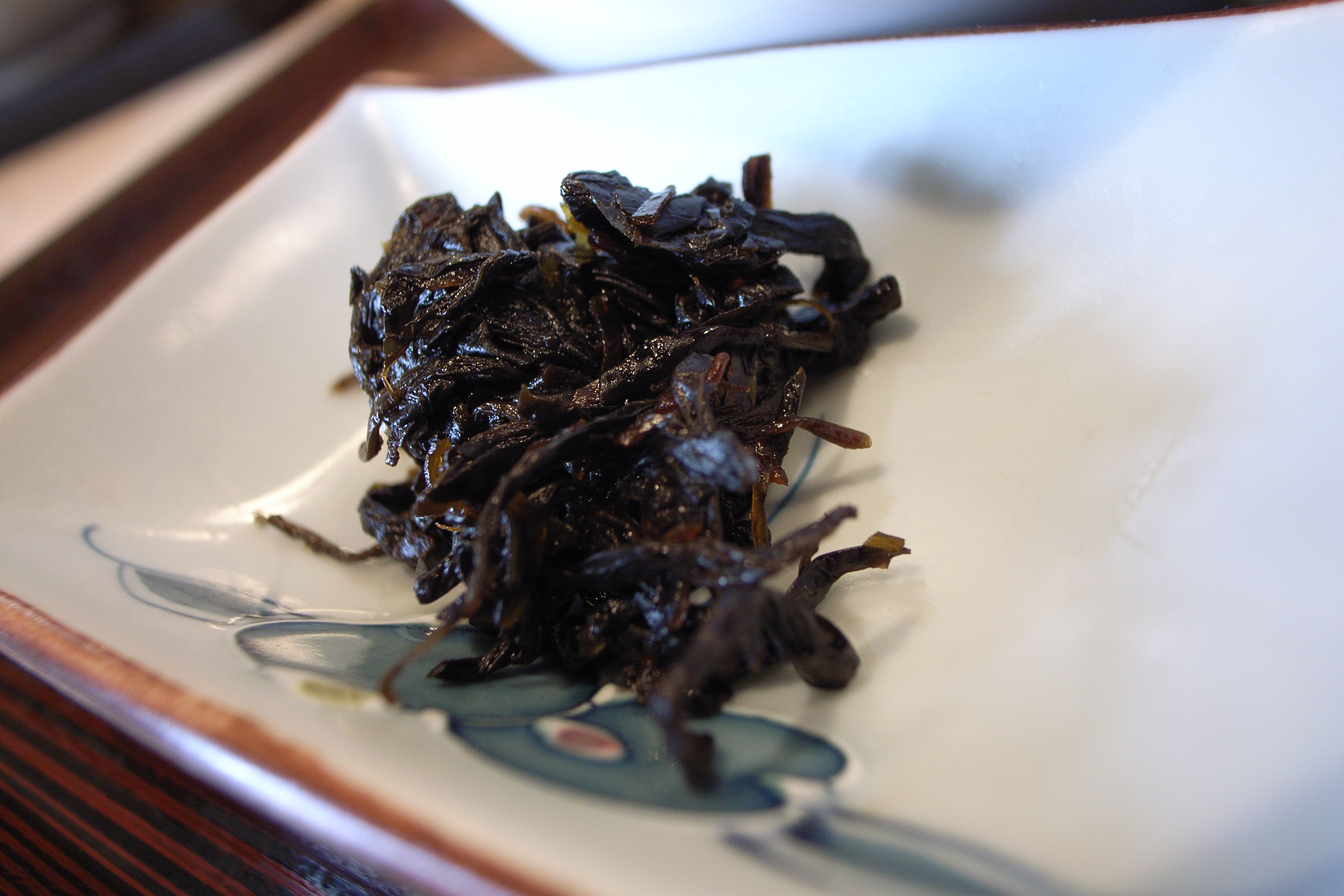
Món tsukudani làm từ rong biển kombu.

Tsukudani có thể được làm từ rong biển kombu hoặc wakame. Thông thường, món ăn này được làm để tái sử dụng các nguyên liệu thừa khi làm món dashi. Món ăn thường được dùng với cơm trắng như một chất điều vị, với hương vị rất đậm (khoảng 1 muỗng canh cho một bát cơm). Tsukudani đã nấu xong có thể được mang đi ướp lạnh để cho ra kết cấu sền sệt, sau đó đem phục vụ cho các thực khách.

## Các biến thể địa phương
- Asari no Tsukudani (あさりの佃煮 Asari no Tsukudani?), được làm từ ngao cổ nhỏ – món ăn của tỉnh Chiba
- Ikanago no Kugini (いかなごのくぎ煮 Ikanago no Kugini?)– tỉnh Hyōgo
- Inago no Tsukudani (いなごの佃煮 Inago no Tsukudani?), được làm từ châu chấu  – tỉnh Fukushima và Nagano
- Zazamushi no Tsukudani (ざざむしの佃煮 Zazamushi no Tsukudani?), được làm từ ấu trùng như ruồi đá và chuồn chuồn  – vùng Ina, Nagano.